# Masque Gouro
Le masque Gouro est un des masques élaboré par le peuple Gouros établi en Côte d'Ivoire, dans les départements de Zuenoula, Bouaflé Vavoua, Sinfra, Gohitafla, Daloa et Oumé.
Territoire vraisemblablement grand mais réduit par la pénétration Akan et comprimé au nord par les Dioulas, la tribu Gouro se reconnaît en Côte d'Ivoire par son animisme ayant par ailleurs favorisé la jalouse conservation de tout son patrimoine culturel prédominé par le masque.
Les masques peuvent être associés à différents surnoms en rapport avec des animaux (panthère, rat, etc.).
Les masques se confondent avec la danse et le costume qui le portent, comme dans le cas du zaouli.

## Zaouli
Le masque zaouli est un synthèse des deux autres masques gouro : le boulou et djela.
Il existe différentes légendes sur l’origine du masque Zaouli, dont le point commun est qu'il a été inspiré par une jeune fille d’une beauté extraordinaire dont le nom serait Djela lou Zaouli (la fille de Zaouli).
Les masques se déclinent en sept variantes, traduisant chacun une légende spécifique :
- Zaouli lou Klamin ;
- Zaouli lou Monhon ;
- Zaouli lou Zaleklou ;
- Zaouli lou Zamblé ;
- Zaouli lou Gou ;
- Bongnan lou Zeli ;
- Mami Wata.

Le masque est exclusivement porté par les hommes.
Le masque zaouli est surmonté d’animaux (serpent et oiseaux principalement), de personnages ou de cornes de bélier.